# Deichstraße (Cuxhaven)

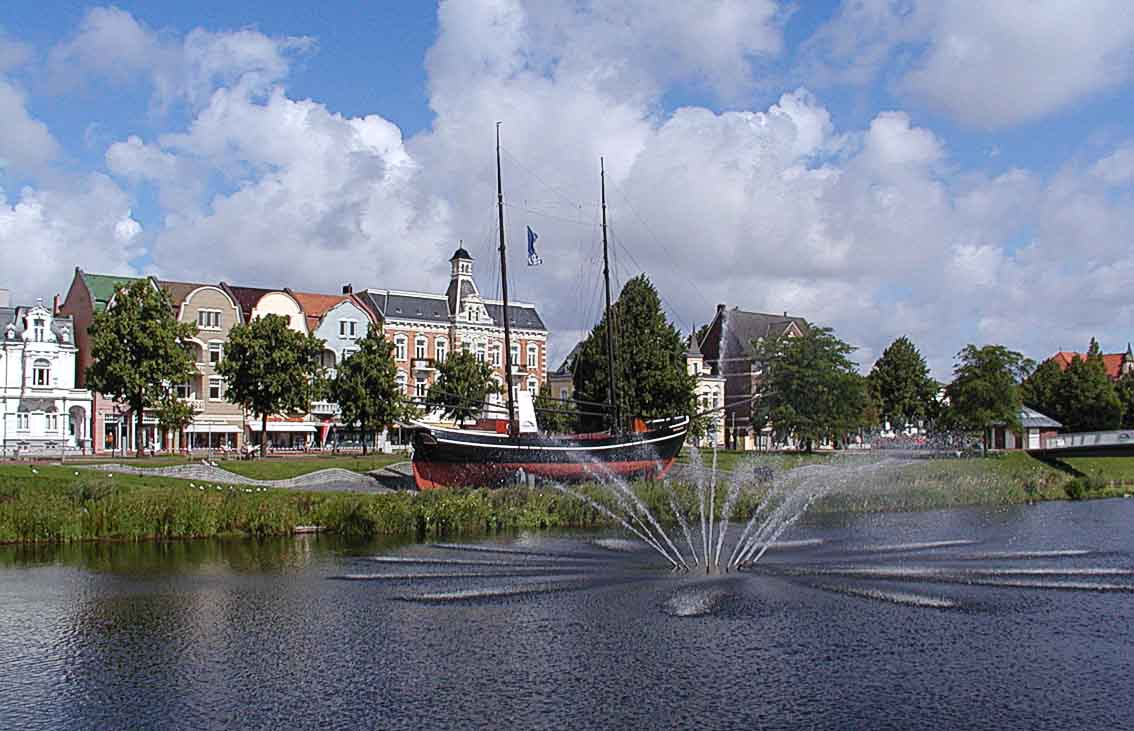
Deichstraße 4 bis 13a,
davor der Landwehrkanal

Die Deichstraße in der Kernstadt von Cuxhaven ist eine alte Straße. Sie führt vom Kaemmererplatz in Richtung Am Seedeich und zur Alten Liebe, dem ehemaligen Anleger im Hafen.

## Nebenstraßen

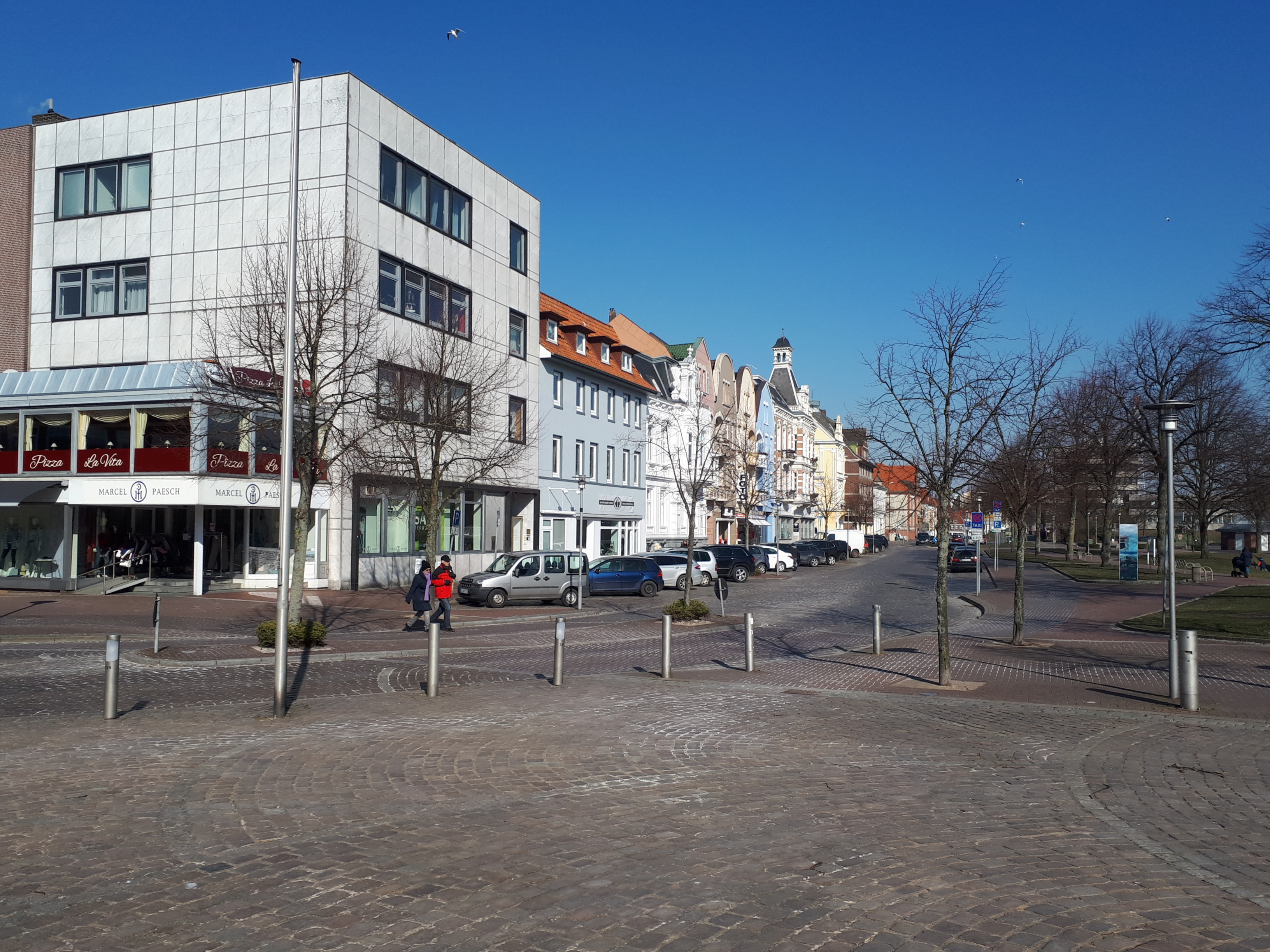
Beginn der Straße

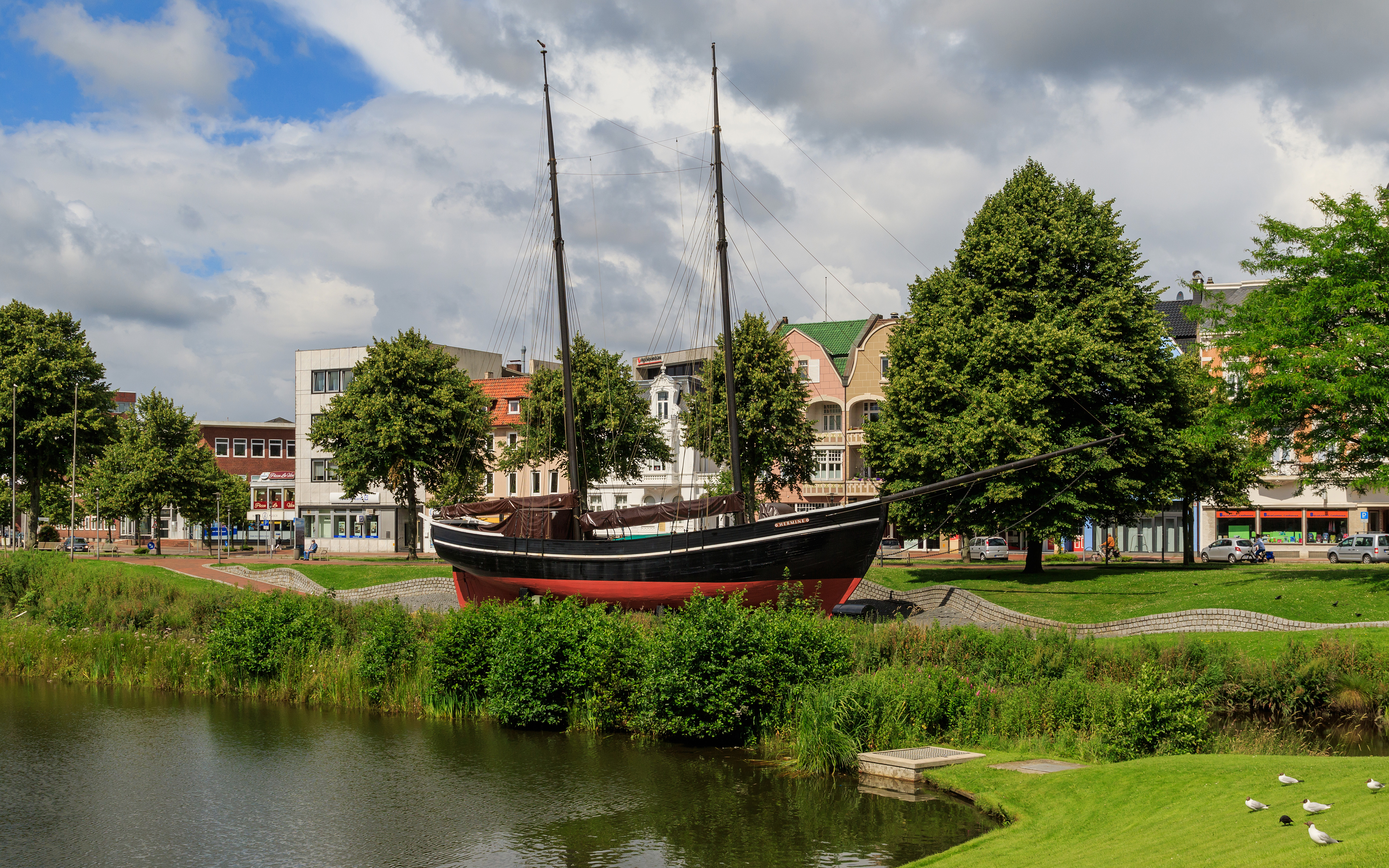
Museumsschiff Hermine von 1904

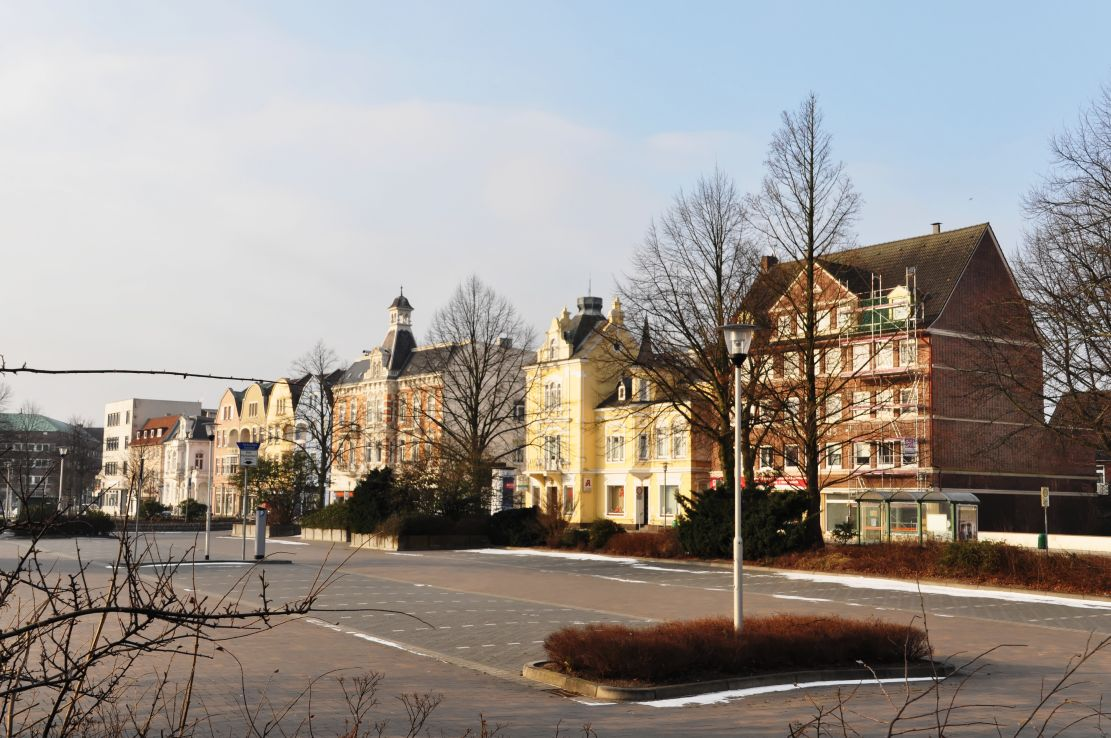
Nr. 1 bis 17

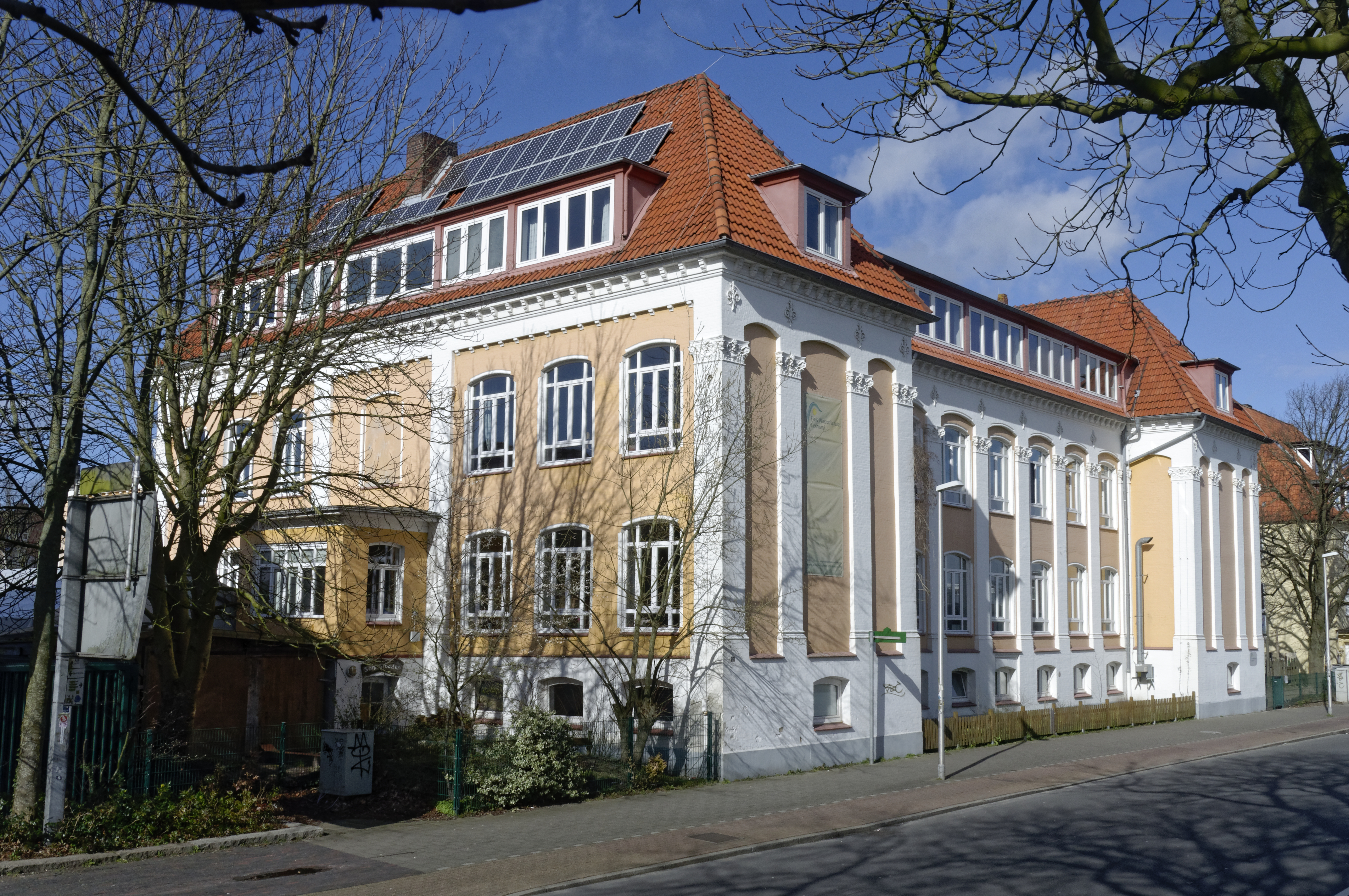
Nr. 12b: Schule

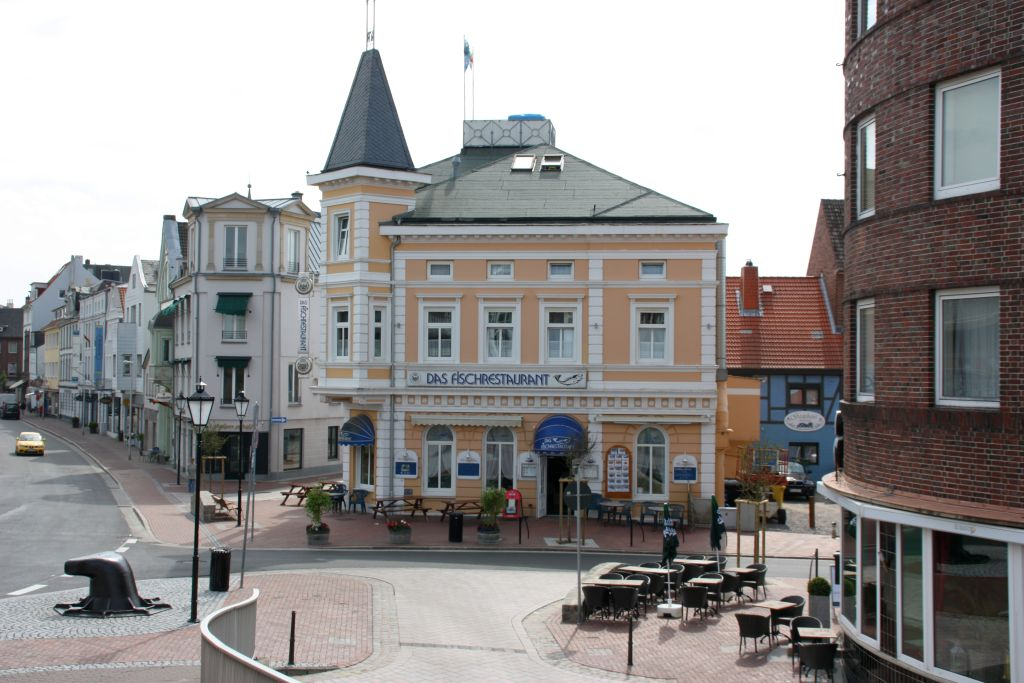
Hotel Hohenzollernhof und Fischrestaurant

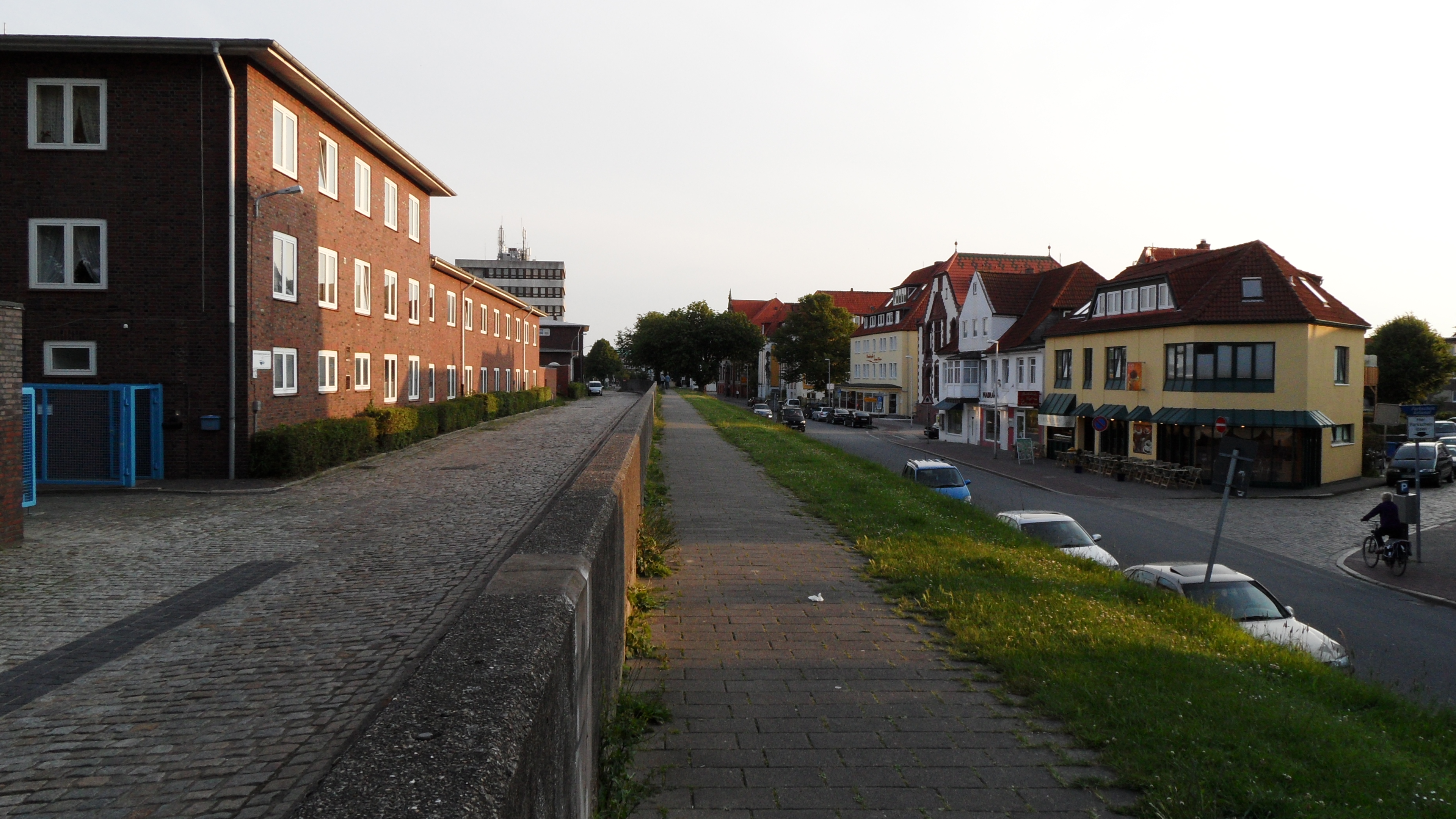
Deich am Schleusenpriel

Die Anschluss- und Nebenstraßen sind benannt als Rohdestraße 1906 nach dem Direktor der Staatlichen Höheren Bürgerschule Johann Diedrich Rohde (1842–1908), Poststraße (früher Feldweg) nach dem von 1905 bis 2000 ansässigen Postamt, Kaemmererplatz seit 1909 nach dem Amtsverwalter Gustav Kaemmerer (1857–1942), Schwarzer Weg nach dem Weg an der ehemaligen Eisenbahntrasse von 1891, Konrad-Adenauer-Allee (B 73) nach dem Bundeskanzler Konrad Adenauer (1876–1967), Mittelstraße seit 1931, Alter Deichweg seit 1797 (früher Deichweg), Neue Reihe seit 1830 (früher Neue Straße bzw. „Nee Reeg“) und Am Seedeich sowie Am Alten Hafen nach dem Alten Hafen von 1743.

## Geschichte

### Name
Die Straße wurde benannt nach dem ursprünglichen Verlauf am westlichen Hafenobdeich und wurde früher By dem Dieke genannt. Von 1933 bis 1945 hieß sie Hindenburgstraße.

### Entwicklung

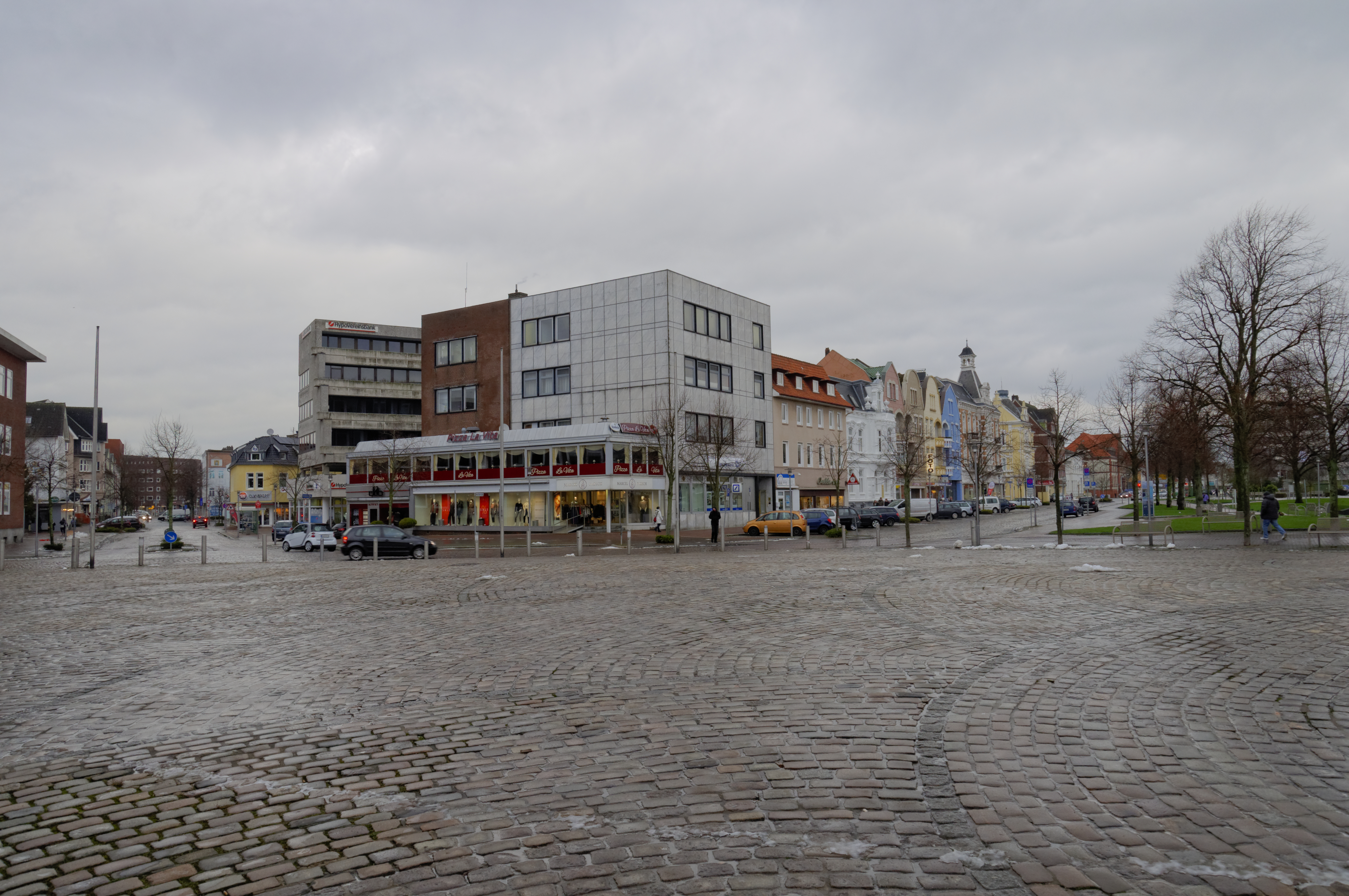
Kaemmererplatz

Die Deichstraße von Nr. 42 bis 47 und von Nr. 43 bis 47 gehören zu den ältesten besiedelten Teilen der Straße. Früher führte sie mit zwei Bögen um zwei durch Deichbruch entstandene Wehle bzw. Bracks. Die Bögen sind als Mühlenweg und Alter Deichweg erhalten geblieben. Nach einer Deichbegradigung Ende des 18. Jahrhunderts verlief sie in einer geraden Linie. 1939 wurde die Straße durch Versetzen des Deiches verbreitert.
1878 entstand die Cuxhavener Schule, ab 1919 Deichschule, ab 1967 als Wichernschule und ab 2005  Freien Waldorfschule.

## Gebäude
An der Straße stehen zumeist zwei- bis drei- und einige ein- bzw. viergeschossige Häuser. Bedeutsame Gebäude, teils unter Denkmalschutz (D) in der Liste der Baudenkmale in Cuxhaven, sind:
- Nr. 1: Kaufhaus; früher Feldhusens Hotel; hier waren um 1907 die ersten Ratsversammlung der neugegründeten Stadt Cuxhaven.
- Nr. 2: Bankfilialen
- Nr. 4: Gebäude Deichstraße 4 von 1900 mit Kanzlei D
- Nr. 5: Wohn- und Geschäftshaus von nach 1910, D
- Nr. 6: Wohn- und Geschäftshaus, D
- Nr. 7: Wohn- und Geschäftshaus
- Nr. 8: Wohn- und Geschäftshaus, D
- Nr. 9: Wohn- und Geschäftshaus von 1899 oder 1904, D
- Nr. 10: Wohn- und Geschäftshaus, D
- Nr. 12: Dienst- und Wohngebäude Deichstraße 12
- Nr. 12a: Amtsgericht Cuxhaven von 1904, D
- Nr. 12b: Freie Waldorfschule Cuxhaven mit den Klassen aller Stufen von 1 bis 13[2]
  - 1878 als zweigeschossige Cuxhavener Schule nach Plänen von Kirchenpauer und Philipp gebaut mit anfänglich 530 Schülern (sechs Knaben- und vier Mädchenklasse), ab 1881 Realschule und staatliche höhere Töchterschule, ab 1898 Volksschule, ab 1907 reine Mädchenschule, von 1919 bis 1967 als Deichschule eine Einheitsschule für Mädchen, ab 1967 Wichernschule als Sonderschule, ab 2005 Freie Waldorfschule.
- Nr. 13a: Ehemalige Polizeiwache Cuxhaven von 1898, D, heute (2020) Wohnungen, Ferienwohnung und Büros
- Nr. 14: Wohn- und Geschäftshaus
- Nr. 16: Wohn- und Geschäftshaus
- Nr. 17: Hotel Hohenzollernhof und Fischrestaurant; ein früheres fotografisches Atelier  wurde 1895 gegründet, siehe dazu bei Knackstedt & Näther.
- Nr. 20: Ehemaliges Kino Deichstraße 20 (Gloria-Palast), heute Wohn- und Geschäftshaus (aktuell auch Eisenbahn-Paradies) D
  - Stolperstein für Oskar Dankne (1890–1938)
- Nr. 32: Früheres (um 1915) Gasthaus Zum Pilsener von Baumann
- Nr. 36: Wohn- und Geschäftshaus
- Nr. 40: Wohn- und Geschäftshaus Deichstraße 40 von um 1902  als Weinhandlung mit Weinstube, aktuell Cux Inn und Monteurs Wohnung, D
- Nr. 43: Wohn- und Geschäftshaus mit Laden und der Kleinen Kneipe
- Nr. 45: Zweigeschossiges historisierendes Haus mit seitlichem Giebelrisalit und Mansarddach; von 1900 bis 1921 Hotel Kaiserhof nach Plänen von Rudolf Glocke, dann Seemannsmission[3]
- Nr. 47: Früher Hotel Prinz Albert, dann Hotel Bellevue, danach Cuxhavener Hof, davor waren hier in einem 1974 abgerissenen 3-gesch. Haus von 1954 bis um 1971 die Cuxhof-Lichtspiele mit 309 Sitzplätzen.[4]

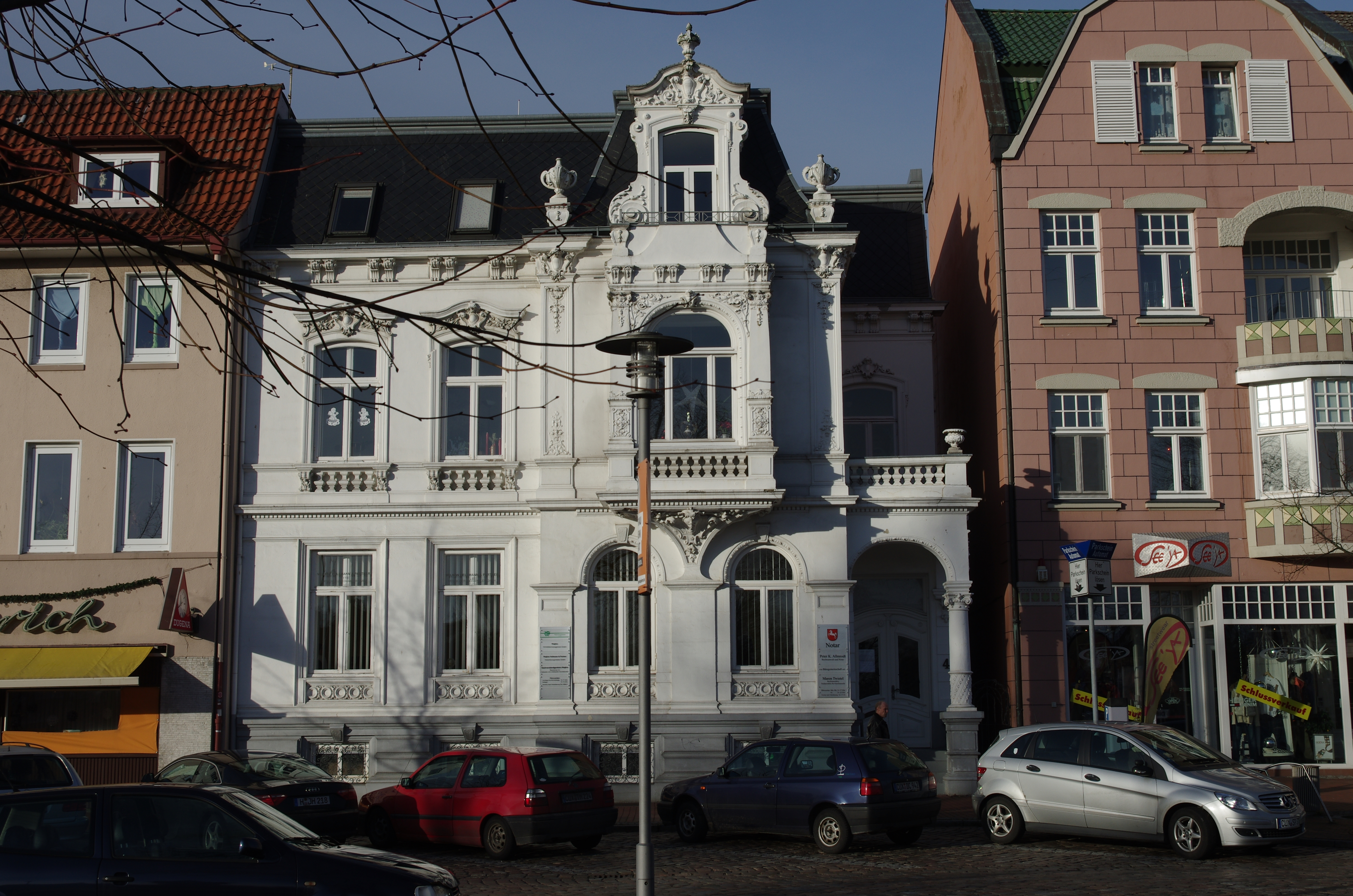
Nr. 4
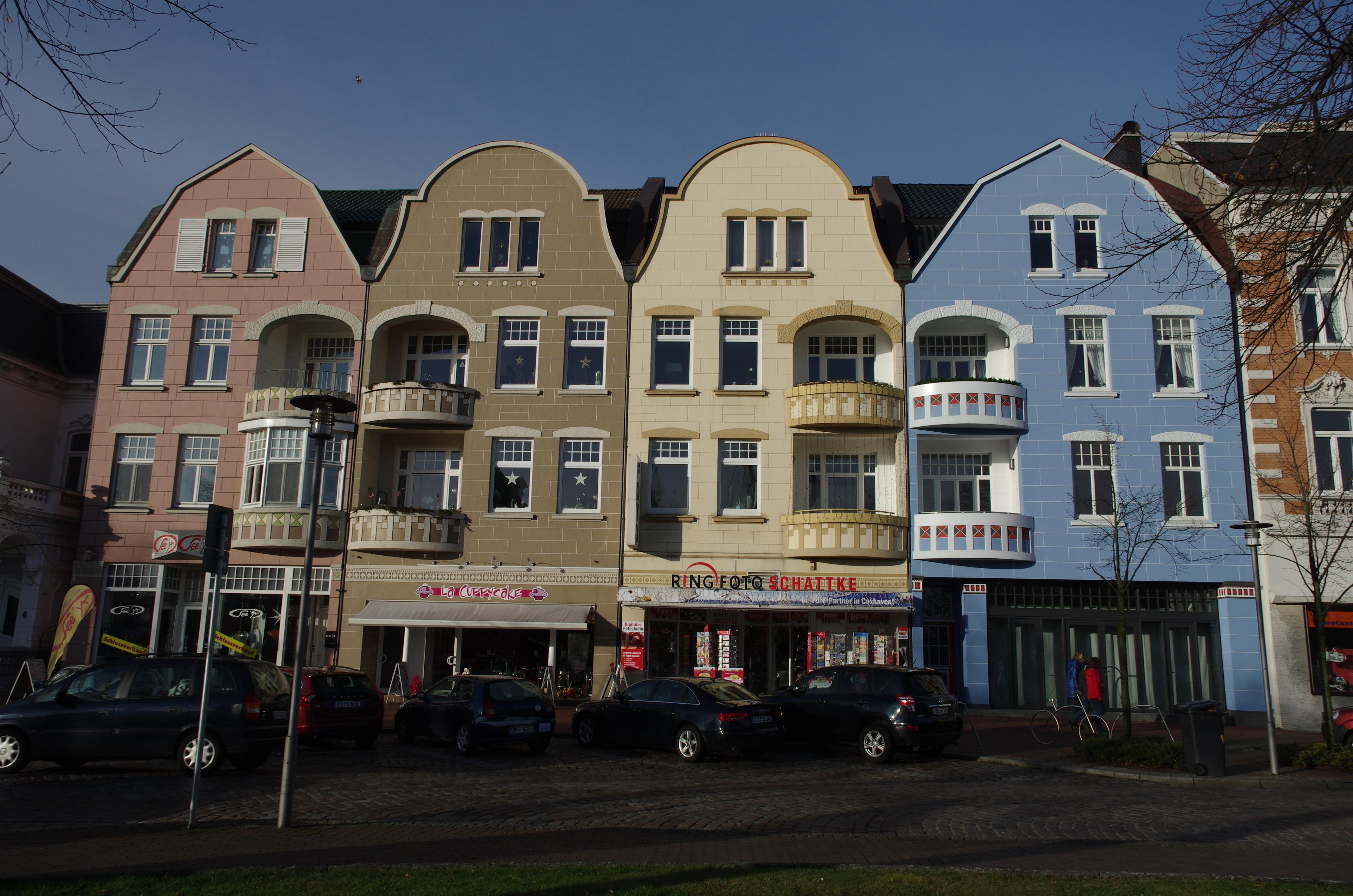
Nr. 5 bis 8
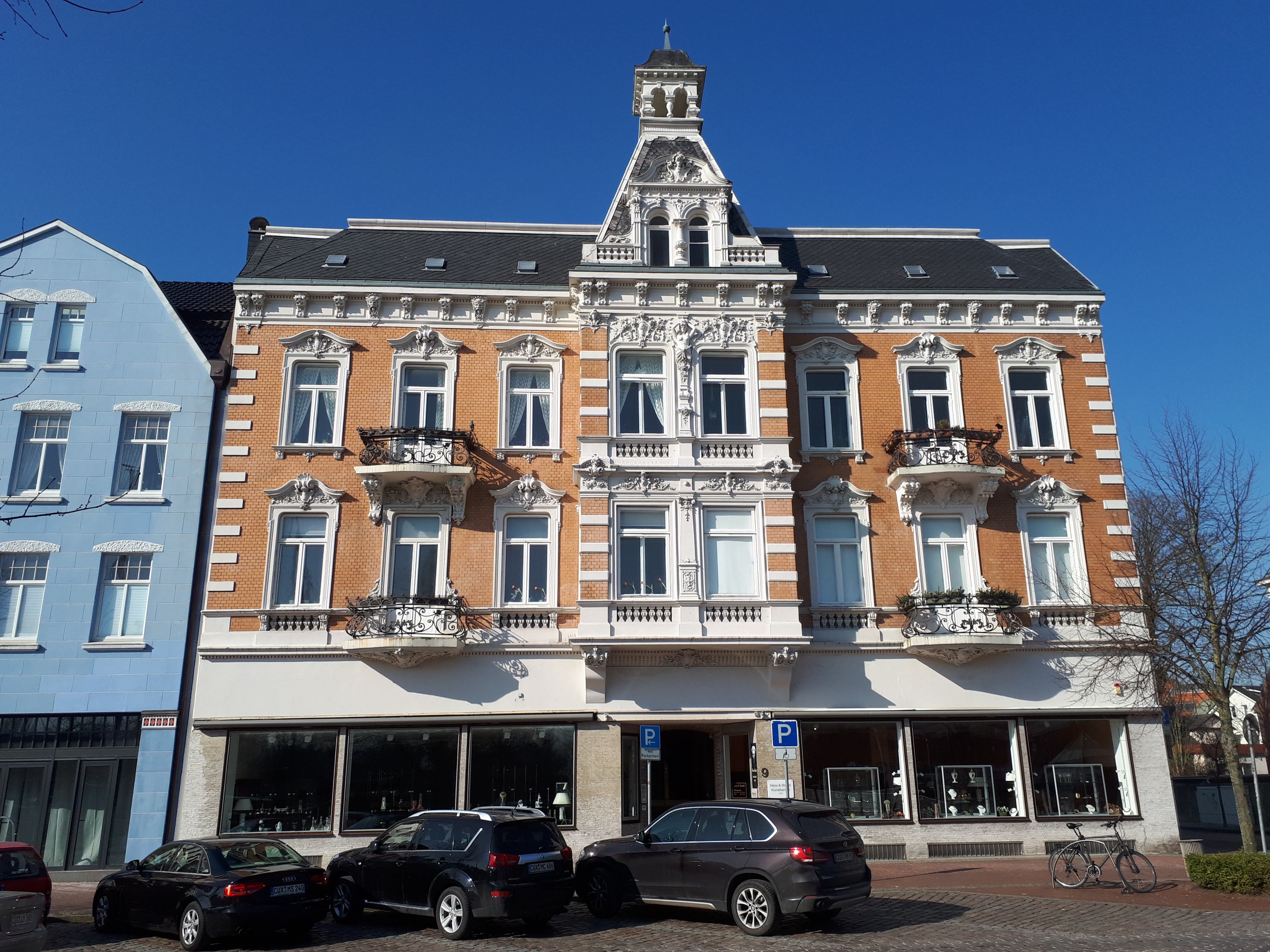
Nr. 9
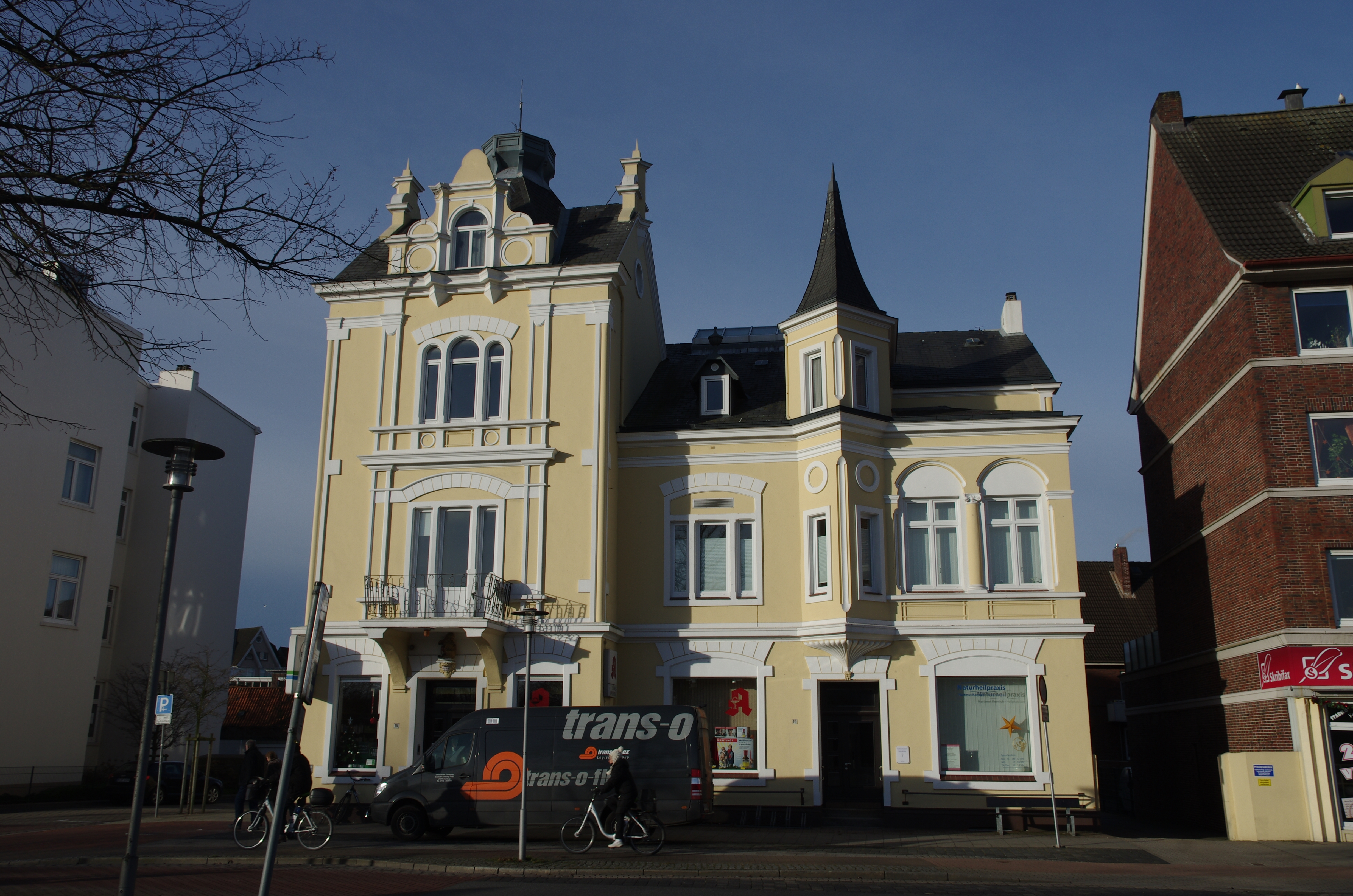
Nr. 10
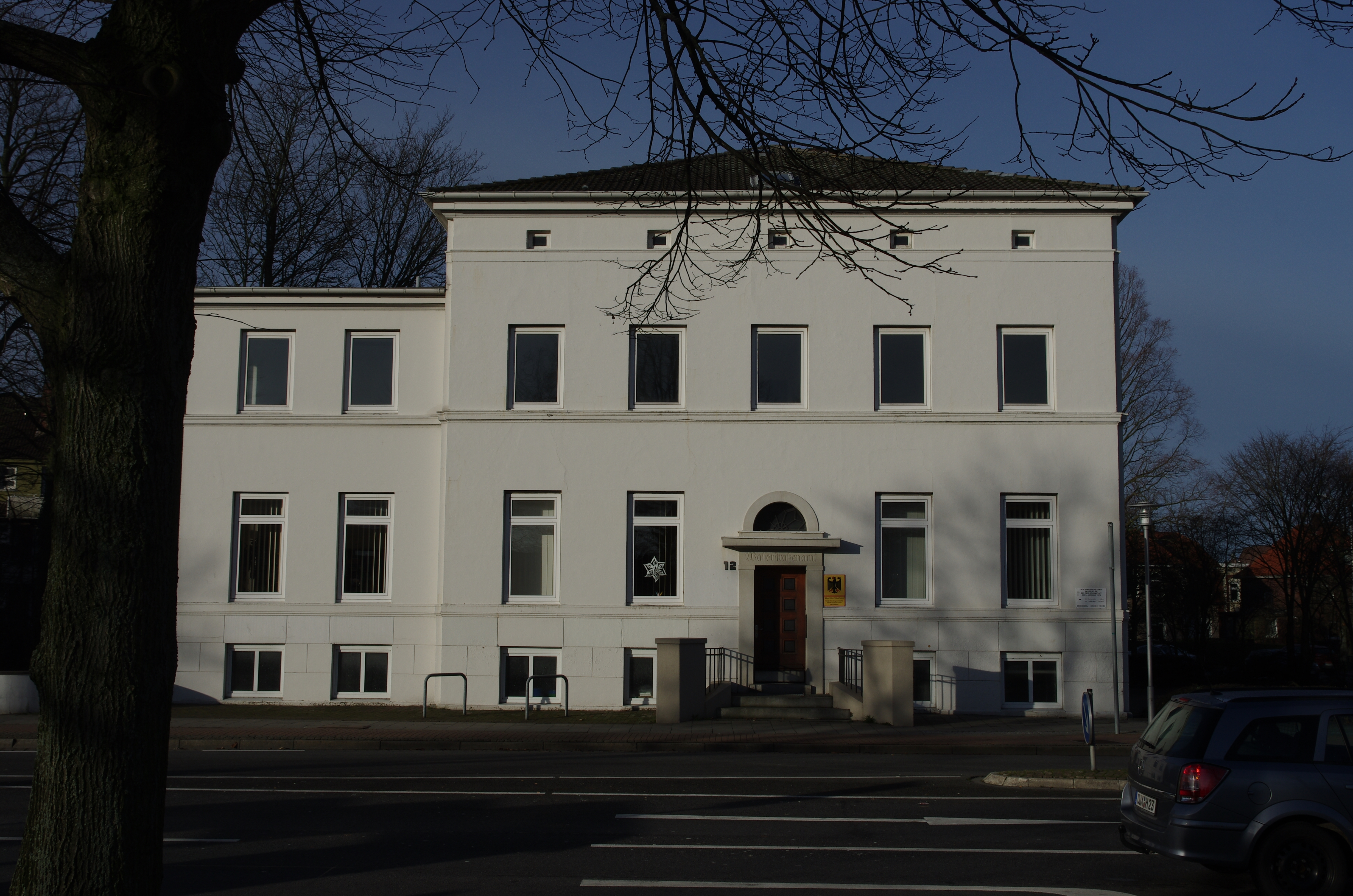
Nr. 12
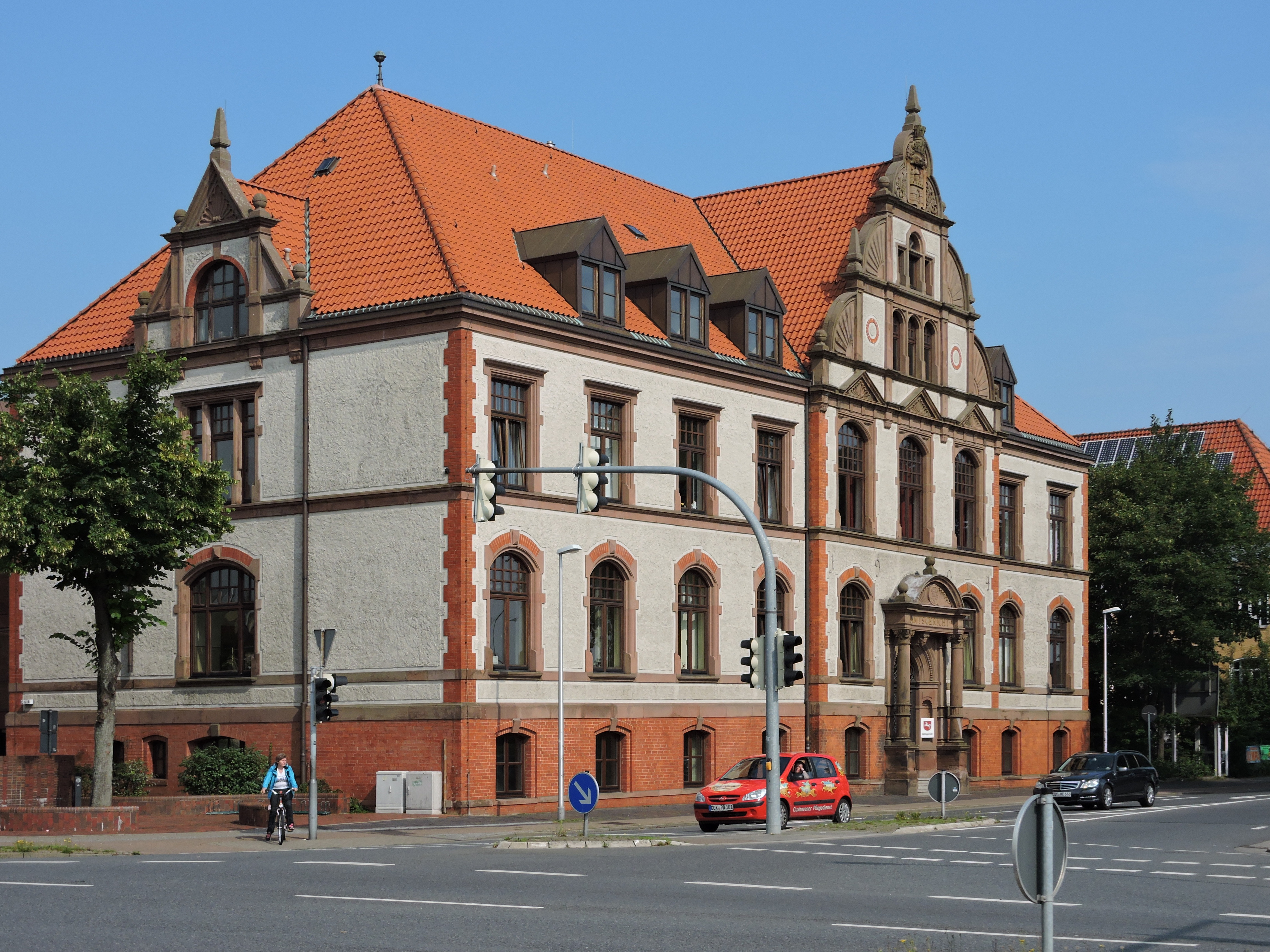
Nr. 12a
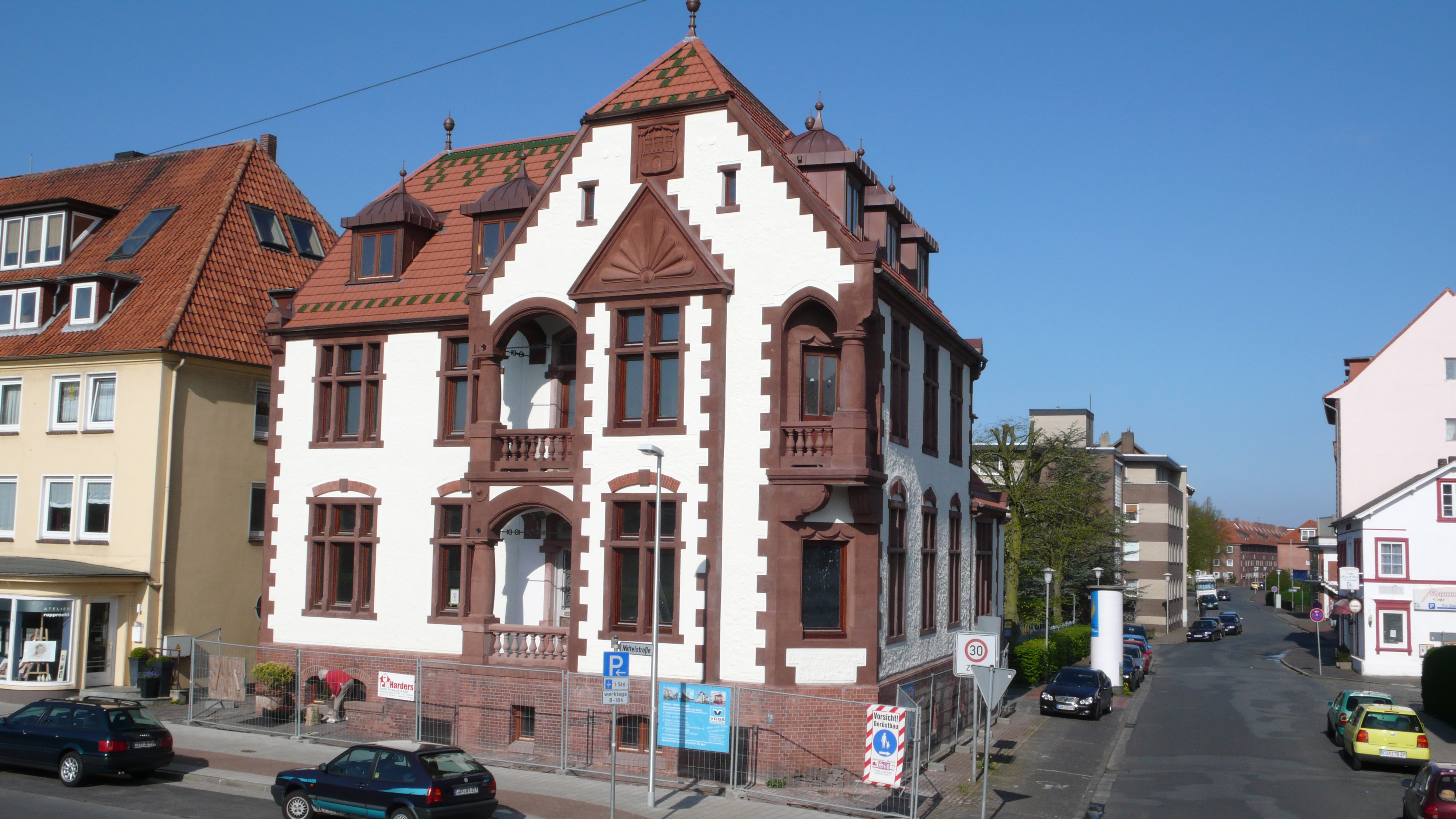
Nr. 13a
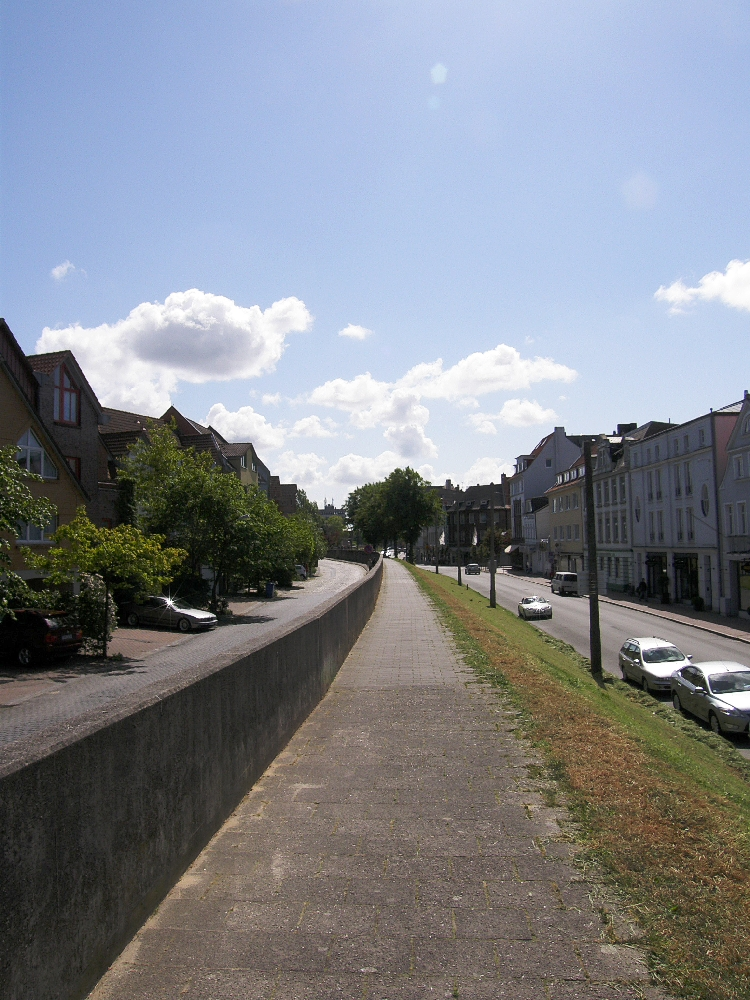
Straßenbild
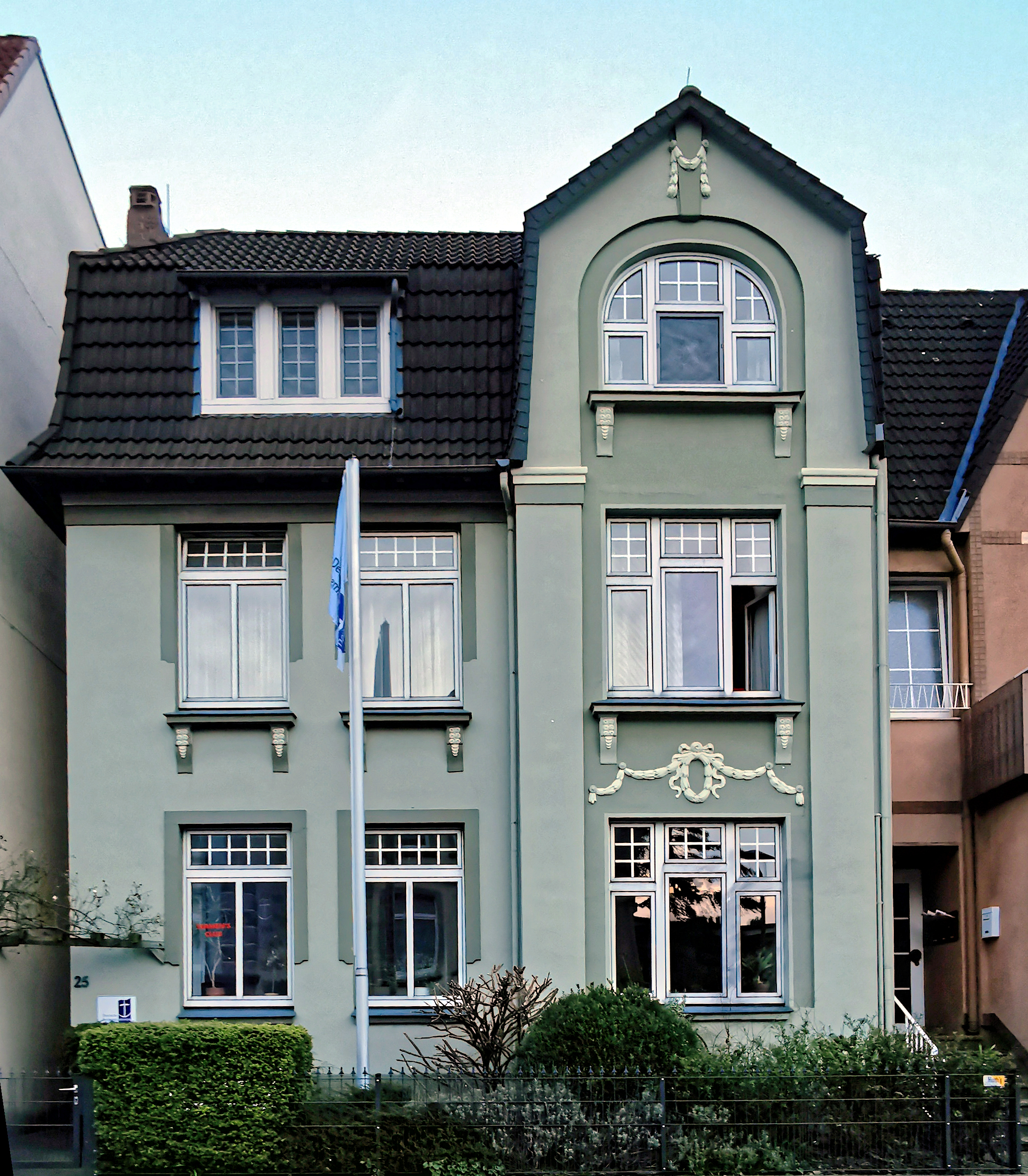
Nr. 45: Seemannsmission